# Tamboril
Tamboril – miasto w Dominikanie, w prowincji Santiago.